# Jørn Stubberud
Jørn Stubberud (Norvégia, 1968. április 13. –) művésznevén Necrobutcher norvég zenész, a Mayhem basszusgitárosaként vált ismertté.

## Pályafutása
Euronymous és Manheim mellett a zenekar alapító tagja volt, és manapság ő az egyetlen olyan Mayhem zenész, aki az együttes eredeti tagságában is részt vett. 1991-ben kilépett a zenekarból, mivel az énekes Dead öngyilkosságot követett el, és ezáltal a rendőrség és a média egyaránt szem előtt tartotta az együttes tagjait. Helyére a Burzum alapítója, Varg Vikernes érkezett. 1995-ben visszatért a zenekarba, és máig a Mayhem megbízható basszusgitárosának számít, noha a 2007-ben megjelent Ordo Ad Chao albumon nem vett részt, mert nem volt ideje megtanulni a Blasphemer által írt basszustémákat. Az albumra Blasphemer játszotta fel a basszusrészeket is.
Pályafutása során megfordult a L.E.G.O, a Kvikksølvguttene, a Checker Patrol és a death metalt játszó Bloodthorn zenekarokban is. Blasphemer gitárossal együtt részt vett a Metal: A Headbanger’s Journey című dokumentumfilmben, amelyben Sam Dunn számára adott interjút. Necrobutcher Gibson Les Paul Bass és ESP EC – 104 márkájú basszusgitárokat szokott használni.

## Diszkográfia

### Mayhem
- Deathcrush (1987)
- Wolf’s Lair Abyss (1997)
- Grand Declaration of War (2000)
- Chimera (2004)
- Esoteric Warfare (2014)

### Checker Patrol
- Metalion in the Park (demo) (1986)

### Kvikksølvguttene
- Gamlem (EP) (1996)
- Krieg (1997)